# Хитаб
Хитаб (арч. Лъатта) — село в Чародинском районе Дагестана. Входит в сельсовет Арчибский.

## Географическое положение
Село расположено на р. Рисор (бассейн р. Каракойсу), в 28 км к югу от с. Цуриб.

## Население
| 1926 | 1939 | 1970 | 1989 | 2002 | 2010 | 2021 |
| ---- | ---- | ---- | ---- | ---- | ---- | ---- |
| 157  | ↗163 | ↗189 | ↗192 | ↗234 | ↗274 | ↘272 |